# アルベール・カルメット
レオン・シャルル・アルベール・カルメット（Léon Charles Albert Calmette, 1863年7月12日 - 1933年10月29日）はフランスの医学者、細菌学者。

## 経歴
1863年にフランスのニースで出生。パリ大学で医学を修了しケンブリッジ大学に留学、その後7年の間海軍軍医をした。1891年から1893年まで当時フランス領インドシナだったサイゴンのパスツール研究所の初代所長だった。1906年にカミーユ・ゲランと共にBCGを作製したが名前を命名したのは1925年。1913年から1933年までパリにあるパスツール研究所の代行所長になった。1933年にパリで死去。